# Nguyễn Văn Lém
Nguyễn Văn Lém, kapten Bảy Lốp i FNL-kretsar, född 1933, död 1 februari 1968 i Saigon, var en vietnamesisk medlem av FNL, som i samband med Têt-offensiven i Vietnamkriget, summariskt avrättades av polischefen Nguyễn Ngọc Loan på öppen gata i Saigon. Avrättningen fotograferades av journalisten Eddie Adams och den betydelsefulla bilden blev en symbol för krigets meningslöshet. Avrättningen förklarades vid den tiden som en konsekvens av Léms misstänkta gerillaattacker mot flera sydvietnamesiska polismän och deras familjer. Enligt officiella källor skulle Lém ha gripits i närheten av ett dike där man funnit 34 bakbundna och skjutna polismän och deras anhöriga. När Léms grupp greps bar de dessutom inte uniform och saknade därför skydd under Genèvekonventionen. Kombattanter åtnjuter skydd under Genèvekonventionen endast om de bär uniformer som identifierar att de företräder en av de officiellt krigförande parterna.

## Biografi
Under våldsamma gatustrider i samband med Têt-offensiven tillfångatogs Lém och fördes till general Nguyễn Ngọc Loan, dåvarande polischef i Sydvietnam. Loan avrättade Lém med sin Smith & Wesson Bodyguard-revolver mitt framför AP-fotografen Eddie Adams och NBC-kameramannen Võ Sửu. Enligt Adams hade polischefen kommit fram till honom efter avrättningen och sagt: "De har dödat många av mitt folk, och ditt också" och sedan bara gått därifrån. Fotografiet och filmen skickades ut världen över, vilket sporrade krigsmotståndsrörelsen. Adams tilldelades 1968 års Pulitzerpris för sitt fotografi.
Sydvietnamesiska källor sade att Lém hade kommenderat FNL-plutoner att utföra mord- och hämndaktioner, vilka den dagen hade attackerat sydvietnamesiska poliser samt deras familjer. Själv anklagades Lém för att ha mördat överstelöjtnant Nguyễn Tuân, dennes hustru, sex barn och 80-åriga mor. Fotografen Adams bekräftade dessa påståenden trots att han bara var närvarande vid själva avrättningen. Léms änka bekräftade att hennes make var medlem av FNL och hon inte såg till honom efter att Têt-offensiven hade börjat. Kort efter avrättningen påstod en sydvietnamesisk tjänsteman, som hade varit närvarande, att Lém bara hade varit politiskt verksam.
Militära advokater bestämde att Loans handling hade kränkt Genèvekonventionerna i sin behandling av en krigsfånge. Lém hade inte burit uniform; inte heller, vad som påståtts, hade han stridit mot fienden vid tidpunkten. För att få status som krigsfånge hade FNL-medlemmar som Lém behövt bli tillfångatagna under en militär operation. Lém hade varken burit uniform eller stridit mot fiendesoldater efter vad som uppgivits i den krigsförbrytarkommission som hade utrett ärendet.